# Deparia cataracticola
Deparia cataracticola är en majbräkenväxtart som beskrevs av Masahiro Kato. Deparia cataracticola ingår i släktet Deparia och familjen Athyriaceae. Inga underarter finns listade.